# Campionati del mondo di ciclismo su strada 1968
I Campionati del mondo di ciclismo su strada 1968 si disputarono il 31 agosto e 1º settembre a Imola, in Italia (gara dei Professionisti e femminile), e dal 3 al 10 novembre a Montevideo, in Uruguay (gare dei Dilettanti).
Furono assegnati quattro titoli:
- 31 agosto: prova in linea femminile, gara di 55,000 km
- 1º settembre: prova in linea maschile Professionisti, gara di 277,308 km[1]
- 3 novembre: cronometro a squadre maschile Dilettanti, gara di 100 km
- 10 novembre: prova in linea maschile Dilettanti, gara di 200,000 km

## Storia
I due principali favoriti nella prova dei Professionisti erano il belga Eddy Merckx e l'italiano Felice Gimondi. Dal gruppo, al quarto giro, partì però una fuga con Vittorio Adorni, Rik Van Looy, Michele Dancelli, Joaquim Agostinho, Vito Taccone, Herman Van Springel, Franco Bitossi e i due grandi favoriti, che raggiunse un vantaggio tale da rendere inutile ogni azione del gruppo. Tra i fuggitivi, Van Looy era il favorito in caso di arrivo in volata, ma Adorni riuscì a fare il vuoto con un attacco a 90 chilometri dall'arrivo che lo portò sul traguardo con nove minuti e 50 secondi di vantaggio sul primo inseguitore, Van Springel, per quello che è tuttora il maggiore distacco tra vincitore e secondo nella storia della prova iridata su strada per professionisti/Élite. Dancelli, Bitossi, Taccone e Gimondi completarono il dominio della selezione italiana, con cinque azzurri nei primi sei. Su ottantaquattro corridori partiti, diciannove conclusero la prova.
All'Italia andò anche il titolo individuale dei Dilettanti, con Vittorio Marcelli che vinse la medaglia d'oro. La cronometro a squadre fu vinta dalla Svezia dei quattro fratelli Pettersson, mentre tra le donne si impose l'olandese Keetie Hage.

## Medagliere
| Pos.   | Nazione          | Oro | Argento | Bronzo | Totale |
| ------ | ---------------- | --- | ------- | ------ | ------ |
| 1      | Italia           | 2   | 0       | 3      | 5      |
| 2      | Svezia           | 1   | 0       | 1      | 2      |
| 3      | Paesi Bassi      | 1   | 0       | 0      | 1      |
| 4      | Belgio           | 0   | 1       | 0      | 1      |
| 4      | Svizzera         | 0   | 1       | 0      | 1      |
| 4      | Brasile          | 0   | 1       | 0      | 1      |
| 4      | Unione Sovietica | 0   | 1       | 0      | 1      |
| Totale | Totale           | 4   | 4       | 4      | 12     |

## Sommario degli eventi
| Eventi                        | Oro                                                               | Tempo                      | Argento                                    | Tempo      | Bronzo                                     | Tempo      |
| Uomini Professionisti         |                                                                   |                            |                                            |            |                                            |            |
| Gara in linea dettagli        | Vittorio Adorni Italia                                            | 7h27'39" Media 37,169 km/h | Herman Van Springel Belgio                 | a 9'50"    | Michele Dancelli Italia                    | a 10'18"   |
| Uomini Dilettanti             |                                                                   |                            |                                            |            |                                            |            |
| Gara in linea dettagli        | Vittorio Marcelli Italia                                          | 5h00'34"                   | Luis Carlos Flores Brasile                 | s.t.       | Erik Pettersson Svezia                     | s.t.       |
| Cronometro a squadre dettagli | Svezia E. Pettersson, G. Pettersson, S. Pettersson, T. Pettersson | 1h54'48"90                 | Svizzera Hubschmid, Thalmann, Bürki, Spahn | 2h01'20"46 | Italia Marcelli, Martini, Bramucci, Pigato | 2h02'05"09 |
| Donne                         |                                                                   |                            |                                            |            |                                            |            |
| Gara in linea dettagli        | Keetie Hage Paesi Bassi                                           | 1h29'06"                   | Baiba Caune Unione Sovietica               | s.t.       | Morena Tartagni Italia                     | s.t.       |